# 拉巴尔卡新镇
比拉诺瓦德拉瓦尔卡，是西班牙加泰罗尼亚莱里达省的一个市镇。 总面积21平方公里，总人口966人（2001年），人口密度46人/平方公里。